# Централен комитет на Българската комунистическа партия
Централният комитет на БКП, до 27 декември 1948 г. БРП (к.), е висш ръководен орган на Българската комунистическа партия, действащ между конгресите на партията в периода 1944 – 1989 г., както и от 1919 до 1944 г.
Сградата, в която се е помещавал ЦК на БКП на площад „Княз Александър I“ в София, е наричана Партиен дом.

## История
Централният комитет се избира на партийни конгреси (понякога преди 1944 г. и на партийни конференции или пленуми). На теория през времето между конгресите ЦК ръководи цялата дейност на партията, но в действителност той се събира само няколко пъти в годината и по правило само формално утвърждава вече взети от Политбюро решения. На ЦК са подчинени всички местни организации, решенията му са задължителни за цялата партия. В периода 1923 – 1944 г. от общо 130 членове на Централния комитет, 100 души са пребивавали в СССР за различни периоди от време.
В структурата на ЦК влизат органите на колективното ръководство: пленум, Политбюро, Секретариат, както и помощен апарат (отдели, сектори, служби).
През различните периоди както съставът на ЦК, така и неговата структура претърпяват съществени промени. Между 1945 и 1981 година съставът му нараства от 39 на 197 души, като по пропагандни причини в него се включват представители на различни групи, които нямат реална политическа тежест – работници, жени, интелектуалци, комсомолски активисти, партийни ветерани. Когато БКП застава начело на държавната власт, започва увеличаване на състава на Централния комитет и на неговия помощен апарат. През този период БКП играе главна роля в системата на партийно-държавното ръководство и управление на страната.
Това намира отражение и върху партийната документация. Преобладаващата част от документите на ЦК на БКП са групирани във фонд 1 Б. Тъй като обемът им е много голям (няколко стотици хиляди документа), те са обособени в описи, които в основни линии съответстват на елементите в структурата на ЦК.

## Централни комитети в БРП (к.)/БКП (1919 – 1944)
- Членове на ЦК на БРП (к.): Асен Бояджиев (?), Атанас Ненов (?), Васил Димов (?), Васил Марков, Георги Москов (до 1931 †), Димитър Пападжаков (30-те години), Димитър Теохаров (?), Илия Василев (Бойко), секретар на ЦК 30-те години, Методи Шаторов, Младен Стоянов (от декември 1924), Петър Георгиев (След 1923), Цвятко Радойнов (Втора световна война)

### СледI конгрес на БКП1919
- Членове на ЦК на БРП (к.): Тодор Луканов
- Секретари на ЦК на БРП (к.): Васил Коларов, Никола Пенев (1919 – 1923)

### СледII конгрес на БКП1920
- Членове на ЦК на БРП (к.): Антон Иванов (от 1922), Васил Мулетаров (от юни 1923 – 1925†), Вълчо Иванов (1923 – 1925†), Иван Манев (след септември 1923 – 1925†), Никола Пенев (1919 – 1923), Тина Киркова, Тодор Петров (1921 – 1924)
- Секретари на ЦК на БРП (к.): Тодор Петров (до 1924), Тодор Луканов (организационен секретар от 1922)

### След Витошката нелегална конференция 1924 г.
- Членове на ЦК на БРП (к.): Антон Иванов, Вето Геневски (от 1925), Вълчо Иванов (1923 – 1925†), Димо Хаджидимов (май 1924 – 13 септември 1924†), Иван Манев (след септември 1923 – 1925†), Иван Пашов (до 1925), Коста Янков, Петър Искров, Тодор Павлов (до 1925)
- Секретари на ЦК на БРП (к.): Тодор Петров (1921 – 1924†), Яко Доросиев (1924 – 26 март 1925†),

### СледI пленум на ЦК на БРП (к.), Виена, 1926
- Членове на ЦК на БРП (к.): Антон Иванов, Вето Геневски, Никола Кофарджиев, Петър Искров

### След II нелегална конференция декември 1927 – януари 1928
- Членове на ЦК на БКП (т.с.): Аврам Стоянов (от 1928), Антон Иванов, Васил Коларов, Вето Геневски, Въльо Копринков, Георги Даскалов, Дона Богатинова (1928 – 1929), Енчо Стайков (1928 – 1934, 1935), Йонко Панов, Кръстан Раковски (1928 – 1930), Христо Кабакчиев (до 1928)

### СледII пленум на ЦК на БРП (к.), Берлин, 1929
- Членове на ЦК на БРП (к.)-13 члена: Антон Иванов, Благой Попов, Борис Копчев (от 1930), Вето Геневски, Димитър Ганев, Тодор Матанов
- Секретари на ЦК на БРП (к.): Кръстан Раковски (1929 – 1930)

### СледIII пленум на ЦК на БРП (к.), 1930
- Членове на ЦК на БРП (к.): Антон Иванов, Васил Танев (1930 – ?), Вето Геневски (до 1931), Димитър Пападжаков, Марко Лозанов (от март 1932), Никола Балканджиев (от 1932), Стоян Попов (1931 – 1932), Петко Кунин (от 1932), Съби Димитров (1932 – ?), Тачо Даскалов (1930 – 1935), Трайчо Костов (от 1931), Христо Кочев (1930 – 1931)(†)
- Секретари на ЦК на БРП (к.): Никола Кофарджиев (1930 – 31 октомври 1931†), Съби Димитров (1933 – ?)

### СледIV пленум на ЦК на БРП (к.), 1933
- Членове на ЦК на БРП (к.): Андрей Пенев (1933 – 1937), Борис Копчев, Васил Коларов, Георги Костов, Енчо Стайков (1928 – 1934, 1935), Дочо Колев (1933 – 1934), Каприел Каприелов (1933 – 1934), Раденко Видински (от 1934), Съби Димитров, Тачо Даскалов, Трайчо Костов

### СледV пленум на ЦК на БРП (к.)1935
- Членове на ЦК на БРП (к.): Андрей Андреев, Андрей Пенев (1933 – 1937), Антон Иванов, Борис Богданов (1935 – 1939), Борис Копчев, Васил Коларов, Георги Дамянов (1935 – 1936), Енчо Стайков (1928 – 1934, 1935), Димитър Зафировски (след 1932), Йордан Гюлемезов, Каприел Каприелов, Никола Балканджиев, Петко Кунин (1935 – 1938), Раденко Видински, Райко Дамянов (от 1935), Стефан Димитров (1935 – 1937), Трайчо Костов
- Секретари на ЦК на БРП (к.): Антон Иванов (1935 – 1938),[4] Станке Димитров (1935 – 1937), Илия Добрев

### СледVI пленум на ЦК на БРП (к.)януари 1936
- Членове на ЦК на БРП (к.): Андрей Пенев (1933 – 1937), Антон Иванов, Антон Югов (от 1937), Борис Богданов (1935 – 1939), Боян Българанов (от 1937), Борис Копчев, Васил Коларов, Васил Мавриков (1938 – 1941), Георги Аврамов (1936 – 1937), Гочо Грозев (1936 – 1937), Добри Терпешев (от 1938), Дона Богатинова (1936 – 1940), Иван Петров (1936 – 1938) Йордан Гюлемезов (до 1939), Йордан Катранджиев (от 1939), Йордан Ноев (от 1938), Йорданка Чанкова (1939 – 1942), Лазар Станев (до 1938†), Никола Дончев (до 1941), Николай Друмев (1940 – 1941), Рада Тодорова (1936 – 1937), Раденко Видински (до 1936), Стоян Попов (1939 – 1941), Трайчо Костов, Христо Михайлов (от 1937), Цола Драгойчева (от 1937)
- Секретари на ЦК на БРП (к.): Енчо Стайков (от 1937), Иван Петров (от 1938), Трайчо Костов (от 1937)

### СледVII пленум на ЦК на БРП (к.)1941
- Членове на ЦК на БРП (к.): Александър Димитров (до 1944 †), Ангел Цанев, Антон Иванов (до 1942 †), Благой Иванов (от юли 1944), Борис Копчев, Васил Коларов, Георги Минчев (до 1942 †), Георги Станкулов (1942 – 1943), Георги Чанков (1943 – 1944), Груди Атанасов (от декември 1943), Емил Марков (до 1943 †), Йордан Ноев (до 1942), Йорданка Чанкова (1939 – 1942), Ламбо Теолов (1943 – 1944), Начо Иванов (1943 – 1944†), Никола Дончев (от 1943), Никола Парапунов (от началото на 1943 до декември 1943†), Петко Кунин (1943 – 1944), Петър Ченгелов (1941 – 1942†), Титко Черноколев (1944), Трайчо Костов, Цоло Кръстев (след 9 септември 1944), Щерю Атанасов (от 1941)
- Секретари на ЦК на БРП (к.): Антон Югов (1941 – 1944), Вълко Червенков (от октомври 1944), Цола Драгойчева (организационен секретар от януари 1941)

## Централни комитети в БРП (к.)/БКП (1945 – 1990)

### СледVIII пленум на ЦК на БРП (к.), 27 – 28 февруари и 1 март 1945 г.
- Председател на ЦК на БРП (к.): Георги Димитров.[5]
- Членове на ЦК на БРП (к.) (23): Раденко Видински, Груди Атанасов, Димо Дичев, Руси Христозов, Васил Марков, Борис Копчев, Ламбо Теолов, Асен Греков, Фердинанд Козовски, Щерю Атанасов, Рубен Леви, Тодор Прахов, Иван Райков, Иван Димитров, Екатерина Аврамова, Минчо Нейчев, Кирил Драмалиев, Любен Герасимов, Боян Българанов, Георги Цанков, Благой Иванов, Никола Балканджиев;[5] от 18 ноември 1946 – Никола Павлов;[6] от 4 януари 1948 – Борис Тасков, Иван Кинов.[7]
- Кандидат-членове на ЦК на БРП (к.) (15): Славчо Трънски, Илия Бояджиев, Нинко Стефанов, Иван Масларов, Кръстю Добрев, Никола Янев, Кръстьо Стойчев, Иван Бъчваров, Александър Миленов, Кунка Апостолова, Цветана Киранова, Тодор Живков, Никола Дончев, Стоян Караджов, Дико Диков.[5]
- Секретари на ЦК на БРП (к.) (3): Георги Чанков, Вълко Червенков, Трайчо Костов;[5] от 18 ноември 1946 – Никола Павлов;[6] от 4 януари 1948 – Георги Димитров (генерален секретар).[7]

### СледV конгрес на БКП, 27 декември 1948 г.
- Генерален секретар на ЦК на БКП: Георги Димитров;[8][9] от 23 януари 1950 – Вълко Червенков (до 26 януари 1954).[10]
- Членове на ЦК на БКП (48): Антон Югов, Асен Греков, Благой Иванов, Борис Тасков, Боян Българанов, Вълко Червенков, Георги Дамянов, Георги Костов, Георги Попов, Георги Цанков, Георги Чанков, Добри Бодуров, Добри Терпешев, Димо Дичев, Енчо Стайков, Иван Кинов, Иван Масларов, Иван Райков, Екатерина Аврамова, Кирил Драмалиев, Ламбо Теолов, Минчо Нейчев, Никола Балканджиев, Пело Пеловски, Петко Кунин, Раденко Видински, Райко Дамянов, Рубен Леви, Руси Христозов, Титко Черноколев, Тодор Живков, Тодор Прахов, Щерю Атанасов, Цола Драгойчева; до 4 януари 1949 – Иван Димитров;[11] до 11 юни 1949 – Трайчо Костов;[12] до 2 юли 1949 – Георги Димитров;[9] до 4 август 1949 – Димитър Ганев, Димитър Димов, Никола Павлов;[13] до 24 ноември 1949 – Васил Марков;[14] до 16 януари 1950 – Борис Копчев, Кръстю Добрев, Вълко Гочев, Гочо Грозев;[15] до 23 януари 1950 – Васил Коларов (†); до 7 октомври 1950 – Груди Атанасов;[16] от 7 юни 1950 – Стела Благоева, Александър Миленов, Нинко Стефанов, Апостол Колчев, Данчо Димитров;[17] до 1 май 1952 – Владимир Поптомов (†).
- Кандидат-членове на ЦК на БКП (27): Славчо Трънски, Никола Янев, Кръстьо Стойчев, Иван Бъчваров, Стоян Караджов, Атанас Димитров, Вера Начева, Вълко Гочев, Демир Янев, Дико Диков, Димитър Братанов, Елена Гаврилова, Живко Живков, Йонко Панов, Любен Герасимов, Мишо Николов, Цеко Таков, Петко Българанов, Здравко Митовски.[18]; до 24 ноември 1949 – Илия Бояджиев;[14] от 24 ноември 1949 – Петър Георгиев, Кирил Лазаров, Фердинанд Козовски;[14] до 17 март 1950 – Петър Семерджиев;[19] до 7 юни 1950 – Стела Благоева, Александър Миленов, Нинко Стефанов, Апостол Колчев, Данчо Димитров;[17] до 7 октомври 1950 – Васил Топалски;[16] от 7 юни 1950 – Стоян Павлов, Карло Луканов, Петър Панчевски, Геро Грозев, Станко Тодоров, Георги Кумбилиев, Янчо Георгиев, Тодор Иванов;[17] до 8 ноември 1950 – Минчо Минчев.[20]
- Секретари на ЦК на БКП (3): до 2 юли 1949 – Георги Димитров (генерален секретар),[9] до 25 януари 1954 – Георги Чанков (втори секретар), Вълко Червенков (трети секретар);[10] от 18 юли 1949 – Пело Пеловски;[21] от 20 октомври 1949 – Димитър Димов[22] (до 8 ноември 1950);[20] от 16 януари 1950 – Тодор Живков,[15] Георги Цанков[15] (до 19 февруари 1951);[23] от 16 юни 1950 – Рубен Леви[24] (до 8 ноември 1950);[20] от 19 февруари 1951 – Иван Райков[23] (до 25 януари 1954);[10] от 23 януари 1952 – Райко Дамянов (до 25 януари 1954),[10] Енчо Стайков;[25] от 25 януари 1954 – Димитър Ганев.[10]

### СледVI конгрес на БКП, 4 март 1954 г.
- Първи секретар на ЦК на БКП:[10] Тодор Живков.[26]
- Членове на ЦК на БКП (65): Антон Югов, Апостол Колчев, Атанас Димитров, Борис Тасков, Боян Българанов, Вълко Червенков, Георги Дамянов, Георги Костов, Георги Кумбилиев, Георги Цанков, Гочо Грозев, Данчо Димитров, Демир Янев, Димитър Братанов, Димитър Ганев, Дико Диков, Димитър Димов, Димо Дичев, Димитър Стоичков, Добри Бодуров, Елена Гаврилова, Елена Димитрова, Енчо Стайков, Живко Живков, Иван Бъчваров, Иван Илчев, Иван Кинов, Иван Михайлов, Илия Добрев, Йордан Гюлемезов, Екатерина Аврамова, Карло Луканов, Кирил Лазаров, Кирил Драмалиев, Ламбо Теолов, Мария Кирилова, Минчо Минчев, Младен Стоянов, Никола Балканджиев, Нинко Стефанов, Пеко Таков, Петър Георгиев, Петър Панчевски, Раденко Видински, Рада Тодорова, Райко Дамянов, Рубен Леви, Руси Христозов, Сава Гановски, Станка Цекова, Станко Тодоров, Стоян Павлов, Тодор Живков, Тодор Прахов, Фердинанд Козовски, Цола Драгойчева, Щерю Атанасов;[26] до 24 март 1955 – Иван Пашов;[27] до 7 януари 1956 – Александър Миленов;[28] до 11 август 1956 – Минчо Нейчев (†); до 11 юли 1957 – Георги Чанков, Добри Терпешев, Йонко Панов;[29] до 25 юли 1957 – Пело Пеловски (†); до 14 октомври 1957 – Иван Райков;[30] от 11 юли 1957 – Борис Вапцаров, Любен Герасимов, Митко Григоров, Мишо Николов, Пенчо Кубадински, Сава Дълбоков, Тано Цолов, Тодор Павлов.[29]
- Кандидат-членове на ЦК на БКП (32): Али Ибрахимов, Атанас Кълбов, Атанас Стойков, Борис Велчев, Борис Николов, Васил Богданов, Величко Георгиев, Георги Караславов, Георги Манев, Георги Павлов, Димитър Попов, Захари Захариев, Иван Тенев, Лъчезар Аврамов, Магдалина Гинова, Марин Грашнов, Мишо Мишев, Начо Папазов, Петър Коларов, Славчо Трънски, Стоян Гюров, Тодор Звездов, Христо Радевски, Янчо Георгиев;[26] до 11 юли 1957 – Борис Вапцаров, Любен Герасимов, Митко Григоров, Мишо Николов, Пенчо Кубадински, Сава Дълбоков, Тано Цолов, Тодор Павлов;[29] от 21 октомври 1954 – Борис Копчев (до 7 април 1956);[31] от 14 октомври 1957 – Иван Райков.[30]
- Секретари на ЦК на БКП (3): Тодор Живков (първи секретар), Димитър Ганев;[26] до 11 юли 1957 – Борис Тасков;[29] от 2 април 1956 – Енчо Стайков (до 11 юли 1957),[29] Боян Българанов;[32] от 11 юли 1957 – Данчо Димитров, Станко Тодоров.[29]

### СледVII конгрес на БКП, 2 юни 1958 г.
- Първи секретар на ЦК на БКП: Тодор Живков.[33]
- Членове на ЦК на БКП (89): Рубен Аврамов, Екатерина Аврамова, Груди Атанасов, Щерю Атанасов, Никола Балканджиев, Васил Богданов, Боян Българанов, Иван Бъчваров, Борис Вапцаров, Борис Велчев, Раденко Видински, Елена Гаврилова, Димитър Ганев, Сава Гановски, Величко Георгиев, Петър Георгиев, Янчо Георгиев, Любен Герасимов, Марин Грашнов, Гочо Грозев, Стоян Гюров, Райко Дамянов, Дико Диков, Атанас Димитров, Данчо Димитров, Елена Димитрова, Димитър Димов, Димо Дичев, Илия Добрев, Цола Драгойчева, Сава Дълбоков, Живко Живков, Тодор Живков, Захари Захариев, Тодор Звездов, Христо Калайджиев, Стоян Караджов, Георги Караславов, Иван Кинов, Мария Кирилова, Фердинанд Козовски, Петър Коларов, Апостол Колчев, Пенчо Кубадински, Георги Кумбилиев, Атанас Кълбов, Кирил Лазаров, Карло Луканов, Георги Манев, Йордан Гюлемезов, Минчо Минчев, Иван Михайлов, Мишо Мишев, Вера Начева, Борис Николов, Мишо Николов, Георги Павлов, Тодор Павлов, Петър Панчевски, Начо Папазов, Димитър Попов, Стоян Попов, Тодор Прахов, Христо Радевски, Иван Райков, Енчо Стайков, Нинко Стефанов, Димитър Стоичков, Кръстьо Стойчев, Младен Стоянов, Пеко Таков, Иван Тенев, Ламбо Теолов, Станко Тодоров, Рада Тодорова, Славчо Трънски, Руси Христозов, Георги Цанков, Станка Цекова, Тано Цолов, Вълко Червенков, Антон Югов, Демир Янев;[33] до 27 ноември 1958 – Георги Дамянов (†); до 29 януари 1959 – Добри Бодуров (†); до 21 април 1959 – Борис Тасков;[34] до ? – Стоян Павлов; до 7 – 14 август 1961 – Георги Костов (†);[35] до 28 ноември 1961 – Митко Григоров;[36] от 28 ноември 1961 – Ангел Цанев, Владимир Бонев, Лъчезар Аврамов, Иван Пръмов, Стоян Стоянов.[36]
- Кандидат-членове на ЦК на БКП (48): Добри Алексиев, Никола Алексиев, Горан Ангелов, Георги Боков, Демир Борачев, Марин Вачков, Владимир Виденов, Иван Врачев, Здравко Георгиев, Никола Георгиев, Стойко Георгиев, Магдалина Гинова, Спас Господов, Вълко Гочев, Георги Грозов, Геро Грозев, Добри Джуров, Надя Живкова, Григор Илиев, Никола Костурски, Пенко Кръстев, Димитър Неделчев, Стайко Неделчев, Христо Орловски, Бранимир Орманов, Никола Пелов, Али Ибрахимов, Ангел Солаков, Мирчо Спасов, Стоян Стоименов, Тодор Стойчев, Стоян Сюлемезов, Милко Тарабанов, Ангел Тодоров, Иван Тодоров-Горуня, Кръстю Тричков, Михаил Узунов, Христо Шанов, Григор Шопов, Делчо Чолаков;[33] до 14 август 1961 – Петър Чушкаров, Александър Попов, Никола Стоилов;[35] до 28 ноември 1961 – Ангел Цанев, Владимир Бонев, Лъчезар Аврамов, Иван Пръмов, Стоян Стоянов;[36] от 21 април 1959 – Борис Тасков.[34]
- Секретари на ЦК на БКП (6): Тодор Живков (първи секретар), Боян Българанов, Димитър Ганев, Митко Григоров, Пенчо Кубадински;[33] до 11 декември 1959 – Станко Тодоров;[37] от 11 декември 1959 – Борис Велчев, Тано Цолов.[37]

### СледVIII конгрес на БКП, 5 ноември 1962 г.
- Първи секретар на ЦК на БКП: Тодор Живков.[38]
- Членове на ЦК на БКП (101): Александър Обретенов, Али Ибрахимов, Ангел Солаков, Ангел Цанев, Апостол Пашев, Бончо Митев, Борис Вапцаров, Борис Велчев, Борис Николов, Боян Българанов, Васил Богданов, Велко Семков, Вера Начева, Владимир Бонев, Владимир Виденов, Ганчо Ганев, Георги Боков, Георги Караславов, Георги Манев, Георги Павлов, Григор Стоичков, Груди Атанасов, Данчо Димитров, Демир Борачев, Дико Диков, Димитър Братанов, Димитър Димов, Димитър Попов, Димитър Стоичков, Димо Дичев, Добри Джуров, Дочо Шипков, Евгени Матеев, Елена Гаврилова, Енчо Стайков, Живко Живков, Здравко Георгиев, Иван Абаджиев, Иван Башев, Иван Бъчваров, Иван Врачев, Иван Михайлов, Иван Пръмов, Иван Тенев, Йовчо Йовчев, Йордан Гюлемезов, Кирил Лазаров, Кръстьо Стойчев, Кръстю Тричков, Ламбо Теолов, Лозан Стрелков, Лъчезар Аврамов, Магдалина Гинова, Марин Вачков, Марин Грашнов, Милко Тарабанов, Минчо Минчев, Мирчо Спасов, Митко Григоров, Мишо Мишев, Мишо Николов, Младен Стоянов, Надя Живкова, Начо Папазов, Никола Балканджиев, Никола Палагачев, Николай Ирибаджаков, Нинко Стефанов, Пеко Таков, Пенко Кръстев, Пенчо Карапенев, Пенчо Кубадински, Петко Кунин, Рада Тодорова, Раденко Видински, Райко Дамянов, Роза Коритарова, Рубен Аврамов, Сава Гановски, Сава Дълбоков, Славчо Трънски, Спас Господов, Станко Тодоров, Стоян Гюров, Стоян Караджов, Стоян Стоянов, Тано Цолов, Тодор Живков, Тодор Павлов, Тодор Стойчев, Христо Шанов, Цвятко Божков, Цола Драгойчева;[39] до 20 април 1964 – Димитър Ганев (†); до 26 май 1964 – Христо Калайджиев (†); до 8 април 1965 – Иван Тодоров-Горуня (†); до 16 юли 1965 – Титко Черноколев (†); до 12 септември 1965 – Фердинанд Козовски (†); до 26 февруари 1966 – Гочо Грозев (†); до 10 октомври 1966 – Петър Коларов (†).
- Кандидат-членове на ЦК на БКП (67): Ангел Запрянов, Ангел Тодоров, Андон Пенев, Андрей Михайлов, Атанас Семерджиев, Благой Пенев, Васил Иванов, Васил Петров, Венелин Коцев, Георги Атанасов, Георги Владиков, Георги Петков, Георги Петров, Горан Ангелов, Господин Корцанов, Георги Филипов, Давид Елазар, Делчо Чолаков, Димитър Гогов, Димитър Йовчев, Димитър Неделчев, Димитър Стоянов, Живка Въчкова, Здравка Кемилева, Иван Добрев, Иван Драгоев, Иванка Николова, Иван Тодоров, Кирил Косев, Коста Керемидчиев, Костадин Гяуров, Любомир Кръстанов, Мако Даков, Марий Иванов, Марин Бангиев, Мария Захариева, Милко Балев, Ненчо Станев, Никола Ганчев, Никола Калчев, Никола Пелов, Николай Тонев, Николай Чернев, Пантелей Зарев, Пеню Желев, Пеню Кирацов, Петър Данаилов, Правда Рускова, Първан Аначков, Раденко Григоров, Симеон Симеонов, Стайко Неделчев, Стамо Керезов, Станка Чобанова, Станко Димитров, Стефан Василев, Стефан Крумов, Стефан Ралев, Стою Станоев, Стоян Стоименов, Стоян Сюлемезов, Съботин Генов, Христо Келчев, Христо Орловски, Янка Добрева;[40] до 12 октомври 1963 – Стойко Георгиев (†);[41] до 14 април 1965 – Михаил Дойчев (†); от 2 ноември 1966 – Николай Жишев.[42]
- Секретари на ЦК на БКП (6): Тодор Живков (първи секретар), Лъчезар Аврамов, Боян Българанов, Борис Велчев, Митко Григоров, Начо Папазов;[38] от 26 ноември 1962 – Иван Пръмов.[43]

### СледIX конгрес на БКП, 19 ноември 1966 г.
- Първи секретар на ЦК на БКП: Тодор Живков.[44]
- Членове на ЦК на БКП (137): Александър Обретенов, Али Ибрахимов, Ангел Балевски, Ангел Солаков, Ангел Тодоров, Ангел Цанев, Андрей Михайлов, Апостол Пашев, Атанас Димитров, Атанас Семерджиев, Атанас Стойков, Благой Пенев, Бончо Митев, Борис Вапцаров, Борис Велчев, Борис Николов, Боян Българанов, Васил Богданов, Велко Семков, Венелин Коцев, Вера Начева, Владимир Бонев, Владимир Виденов, Владимир Топенчаров, Вълкан Шопов, Ганчо Ганев, Георги Атанасов, Георги Богданов, Георги Боков, Георги Владиков, Георги Джагаров, Георги Караславов, Георги Манев, Георги Павлов, Георги Петков, Григор Стоичков, Григор Шопов, Георги Филипов, Груди Атанасов, Давид Елазар, Данчо Димитров, Делчо Чолаков, Демир Борачев, Дико Диков, Димитър Братанов, Димитър Попов, Димитър Стоичков, Димо Дичев, Добри Джуров, Дора Белчева, Дража Вълчева, Елена Гаврилова, Енчо Стайков, Живко Живков, Здравко Георгиев, Иван Абаджиев, Иван Башев, Иван Добрев, Иван Драгоев, Иван Масларов, Иван Михайлов, Иван Попов, Иван Пръмов, Иван Тенев, Иванка Николова, Йовчо Йовчев, Йордан Катранджиев, Йордан Костов, Йордан Гюлемезов, Карло Луканов, Кирил Игнатов, Кирил Косев, Кирил Лазаров, Костадин Гяуров, Коста Керемидчиев, Кръстьо Стойчев, Кръстю Тричков, Лозан Стрелков, Любен Герасимов, Любомир Кръстанов, Лъчезар Аврамов, Мако Даков, Марий Иванов, Марин Вачков, Марин Грашнов, Мария Захариева, Милко Балев, Милко Тарабанов, Минчо Минчев, Мирчо Спасов, Митко Григоров, Мишо Мишев, Мишо Николов, Надя Живкова, Начо Папазов, Никола Балканджиев, Никола Палагачев, Николай Жишев, Нинко Стефанов, Пантелей Зарев, Пеко Таков, Пенко Кръстев, Пенчо Карапенев, Пенчо Кубадински, Пеню Кирацов, Петко Кунин, Рада Тодорова, Раденко Видински, Раденко Григоров, Роза Коритарова, Рубен Аврамов, Сава Гановски, Сава Дълбоков, Славчо Васев, Славчо Трънски, Спас Господов, Станка Чобанова, Станко Тодоров, Стефан Василев, Стою Станоев, Стоян Гюров, Стоян Стоименов, Стоян Сюлемезов, Тано Цолов, Тодор Живков, Тодор Павлов, Тодор Прахов, Тодор Стойчев, Христо Келчев, Христо Орловски, Христо Шанов, Цвятко Божков, Цола Драгойчева;[45] до 4 февруари 1968 – Димитър Димов (†); до 1 декември 1968 – Васил Райдовски (†); до 19 юли 1969 – Стоян Попов (†); до 11 декември 1969 – Младен Стоянов (†).
- Кандидат-членове на ЦК на БКП (87): Август Кабакчиев, Александър Гетман, Ангел Запрянов, Ангел Цветков, Андон Пенев, Ани Спанчева, Бистра Аврамова, Божана Златанова, Борис Цветков, Вангел Тръпков, Васил Вачков, Васил Петров, Велко Палин, Виктория Гласерман, Владимир Калайджиев, Владимир Медаров, Ганка Златинова, Георги Ашиков, Георги Бранков, Георги Димитров-Гошкин, Георги Йорданов, Георги Карамфилов, Георги Петров, Горан Стоилов, Георги Угринов, Геро Грозев, Горан Ангелов, Господин Корцанов, Давид Давидов, Данка Иванова, Денчо Знеполски, Димитър Борисов, Димитър Гогов, Димитър Йовчев, Димитър Стоянов, Дойчо Чолаков, Елена Лагадинова, Елмаз Татарова, Зафира Михова, Здравка Кемилева, Иван Бешев, Иван Будинов, Иван Вачков, Иван Гаврилов, Иван Иванов, Иван Недев, Иван Панев, Иван Рачев, Иван Тодоров, Кирил Зарев, Константин Теллалов, Крум Василев, Мария Пенчева, Невена Гецковска, Ненчо Станев, Никола Ганчев, Никола Калчев, Никола Матев, Никола Пелов, Никола Трънков, Николай Гагамов, Николай Дюлгеров, Николай Тонев, Павел Матев, Павел Павлов, Панто Карапантев, Паун Савов, Пенко Герганов, Пеню Желев, Петър Вълчев, Петър Данаилов, Правда Рускова, Росен Петров, Руска Петрова, Сибила Радева, Симеон Симеонов, Станко Димитров, Стефан Крумов, Стефан Петров, Стефан Ташев, Съботин Генов, Трендафил Мартински, Трифон Балкански, Христо Добрев, Христо Радонов, Цоню Цонев;[45] до между януари – 3 март 1971 – Захари Филипов (†).
- Секретари на ЦК на БКП (5): Борис Велчев, Боян Българанов, Венелин Коцев, Иван Пръмов, Станко Тодоров.[44]

### СледX конгрес на БКП, 25 април 1971 г.
- Първи секретар на ЦК на БКП: Тодор Живков.[46]
- Членове на ЦК на БКП (147): Ангел Балевски, Ангел Тодоров, Андрей Михайлов, Атанас Димитров, Атанас Семерджиев, Атанас Стойков, Благой Пенев, Бончо Митев, Борис Велчев, Васил Богданов, Велко Палин, Велко Семков, Венелин Коцев, Вера Начева, Владимир Бонев, Владимир Топенчаров, Вълкан Шопов, Въло Радев, Ганчо Ганев, Ганчо Кръстев, Георги Атанасов, Георги Богданов, Георги Боков, Георги Владиков, Георги Джагаров, Георги Димитров-Гошкин, Георги Йорданов, Георги Караславов, Георги Манев, Георги Стоилов, Георги Павлов, Геро Грозев, Григор Стоичков, Григор Шопов, Георги Филипов, Груди Атанасов, Давид Давидов, Давид Елазар, Демир Борачев, Димитър Братанов, Димитър Димитров, Димитър Жулев, Димитър Косев, Димитър Попов, Димо Дичев, Добри Джуров, Донка Ганева, Дора Белчева, Дража Вълчева, Елена Лагадинова, Живко Живков, Здравко Георгиев, Иван Вачков, Иван Добрев, Иван Драгоев, Иван Масларов, Иван Михайлов, Иван Недев, Иван Панев, Иван Попов, Иван Пръмов, Иван Стоянов, Иван Тенев, Йордан Василев, Йордан Катранджиев, Йордан Костов, Йордан Гюлемезов, Карло Луканов, Кирил Игнатов, Кирил Косев, Кирил Лазаров, Константин Теллалов, Коста Керемидчиев, Костадин Андреев, Крум Василев, Кръстю Тричков, Лозан Стрелков, Любен Герасимов, Мако Даков, Марий Иванов, Марин Вачков, Марин Грашнов, Мария Захариева, Милко Балев, Милко Тарабанов, Минчо Минчев, Мирчо Спасов, Митко Григоров, Мишо Мишев, Мишо Николов, Надя Живкова, Начо Папазов, Невена Гецковска, Ненчо Станев, Николай Жишев, Николай Ирибаджаков, Николина Добрева, Нинко Стефанов, Пантелей Зарев, Пеко Таков, Пенко Герганов, Пенко Кръстев, Пенчо Кубадински, Пеню Кирацов, Петко Кунин, Петър Брайков, Петър Данаилов, Петър Младенов, Рада Тодорова, Ради Кузманов, Раденко Григоров, Роза Коритарова, Рубен Аврамов, Сава Гановски, Сава Дълбоков, Славчо Трънски, Станка Чобанова, Станко Тодоров, Стефан Василев, Стефан Рангелов, Стефан Ташев, Стоян Гюров, Стоян Сюлемезов, Съботин Генов, Тано Цолов, Тодор Живков, Тодор Павлов, Тодор Стойчев, Тончо Чакъров, Трифон Балкански, Фахредин Халилов (Камен Калинов), Христо Добрев, Христо Келчев, Христо Орловски, Христо Чорбаджиев, Христо Шанов, Цола Драгойчева, Ярослав Радев;[47] до 6 октомври 1971 – Ангел Солаков;[48] до 13 декември 1971 – Иван Башев (†); до 26 декември 1972 – Боян Българанов (†); до 21 февруари 1973 – Никола Мирчев (†); до 17 юли 1973 – Ангел Цанев,[49] Никола Балканджиев (†); до 31 юли 1974 – Раденко Видински (†); до 27 януари 1976 – Иван Абаджиев, Костадин Гяуров;[50] от 13 юли 1972 – Стамен Стаменов, Любомир Левчев;[51] от 12 декември 1972 – Александър Лилов.
- Кандидат-членове на ЦК на БКП (110): Август Кабакчиев, Анастас Първанов, Ангел Бобоков, Ангел Карлов, Ангел Цветков, Андон Пенев, Андон Трайков, Ани Спанчева, Бистра Аврамова, Богомил Райнов, Борис Манов, Борис Томов, Борис Цветков, Вангел Тръпков, Васил Вачков, Васил Зикулов, Васил Тюркеджиев, Васил Цанов, Величко Петров, Веселин Никифоров, Виолета Бахчеванова, Владимир Калайджиев, Владимир Медаров, Ганка Златинова, Гена Чаталска, Георги Георгиев, Георги Караманев, Георги Карамфилов, Георги Карауланов, Георги Кардашев, Георги Маринов, Георги Панков, Георги Петров, Георги Ценков, Георги Ямаков, Господин Корцанов, Груди Желев, Делчо Симов, Денчо Знеполски, Димитър Гогов, Димитър Добренов, Димитър Йовчев, Димитър Методиев, Димитър Попов, Димитър Стоянов, Димитър Чолаков, Дойчо Чолаков, Елмаз Татарова, Емил Христов, Зафира Михова, Здравка Кемилева, Иван Бешев, Иван Будинов, Иван Гаврилов, Иван Иванов, Иван Рачев, Иван Соколарски, Иван Тонев, Кина Бояджиева, Кирил Зарев, Крум Василчев, Куню Стоев, Лиляна Зарчева, Любомир Кабакчиев, Маргарита Кемалова, Марин Кънев, Мирчо Стойков, Михаил Николов, Ненко Лечев, Никола Виденов, Никифор Миролесков, Нико Яхиел, Никола Калчев, Никола Манолов, Никола Матев, Никола Стефанов, Николай Дюлгеров, Николай Ненов, Николай Тонев, Павел Матев, Параскева Симова, Петър Балевски, Петър Георгиев, Петър Дюлгеров, Петър Колев, Салиф Илязов, Сибила Радева, Сийка Нейкова, Станко Димитров, Стефан Петров, Стойко Чавдаров, Стоян Михайлов, Страхил Ризов, Страхил Христов, Тенчо Кънев, Тенчо Папазов, Трендафил Мартински, Христо Даков, Христо Радонов, Христо Русков, Цоню Цонев;[47] до 13 юли 1972 – Стамен Стаменов, Любомир Левчев;[51] до 12 декември 1972 – Александър Лилов; до 28 ноември 1973 – Росен Петров (?); до 6 януари 1975 – Александър Гетман (†); до 25 май 1975 – Симеон Симеонов (†); до 27 януари 1976 – Тодор Стоянов, Христо Панайотов, Александър Попов.[50]
- Секретари на ЦК на БКП (6): Борис Велчев, Иван Пръмов, Пеньо Кирацов;[46] до 6 юли 1971 – Станко Тодоров; до 13 юли 1972 – Венелин Коцев;[51] до 3 юни 1974 – Иван Абаджиев;[52] от 6 юли 1971 – Георги Филипов;[47] от 21 февруари 1972 – Константин Теллалов;[53] от 13 юли 1972 – Александър Лилов.[51]

### СледXI конгрес на БКП, 2 април 1976
- Първи секретар на ЦК на БКП: Тодор Живков.[54]
- Членове на ЦК на БКП (154): Александър Лилов, Анастас Първанов, Ангел Балевски, Ангел Тодоров, Ангел Цветков, Андрей Михайлов, Атанас Димитров, Атанас Семерджиев, Атанас Стойков, Благой Пенев, Богомил Райнов, Бончо Митев, Борис Манов, Борис Тодоров, Васил Цанов, Величко Караджов, Велко Палин, Венелин Коцев, Вера Начева, Веселин Йосифов, Владимир Бонев, Владимир Топенчаров, Вълкан Шопов, Вълчо Найденов, Ганка Златинова, Ганчо Ганев, Ганчо Кръстев, Геню Карамански, Георги Атанасов, Георги Боков, Георги Владиков, Георги Джагаров, Георги Димитров-Гошкин, Георги Йорданов, Георги Караманев, Георги Манев, Георги Павлов, Георги Панков, Георги Петков, Георги Станков, Георги Стоилов, Геро Грозев, Григор Стоичков, Григор Шопов, Георги Филипов, Давид Елазар, Демир Борачев, Димитър Братанов, Димитър Димитров, Димитър Жулев, Димитър Косев, Димитър Методиев, Димитър Попов, Димитър Станишев, Димитър Стоянов, Димо Дичев, Добри Джуров, Дора Белчева, Дража Вълчева, Елена Лагадинова, Емил Христов, Живко Живков, Здравко Георгиев, Иван Добрев, Иван Драгоев, Иван Масларов, Иван Михайлов, Иван Недев, Иван Панев, Иван Попов, Иван Пръмов, Иван Стоянов, Йордан Василев, Йордан Катранджиев, Йордан Костов, Йордан Младенов, Карло Луканов, Кирил Зарев, Кирил Игнатов, Кирил Косев, Константин Теллалов, Костадин Андреев, Крум Василев, Кръстю Тричков, Любомир Левчев, Людмила Живкова, Мако Даков, Марий Иванов, Мария Захариева, Милко Балев, Мирчо Стойков, Мирчо Спасов, Митко Григоров, Мишо Мишев, Мишо Николов, Надя Живкова, Начо Папазов, Невена Гецковска, Ненчо Станев, Нико Яхиел, Никола Калчев, Николай Дюлгеров, Николай Жишев, Николай Ирибаджаков, Николина Добрева, Нинко Стефанов, Огнян Дойнов, Пантелей Зарев, Пеко Таков, Пенко Герганов, Пенчо Кубадински, Пеню Кирацов, Петър Брайков, Петър Георгиев, Петър Данаилов, Петър Дюлгеров, Петър Младенов, Рада Тодорова, Ради Кузманов, Раденко Григоров, Роза Коритарова, Рубен Аврамов, Сава Гановски, Сава Дълбоков, Светлин Русев, Славчо Трънски, Стамен Стаменов, Станко Тодоров, Стефан Рангелов, Стоян Гюров, Стоян Жулев, Стоян Михайлов, Тано Цолов, Тодор Живков, Тодор Стойчев, Тончо Чакъров, Трифон Балкански, Фахредин Халилов (Камен Калинов), Христо Добрев, Христо Орловски, Христо Русков, Христо Чорбаджиев, Христо Шанов, Цола Драгойчева, Ярослав Радев;[55] до 8 май 1977 – Тодор Павлов (†); до 12 май 1977 – Борис Велчев;[56] до 25 декември 1978 – Петко Кунин (†); до 24 август 1979 – Милко Тарабанов (†); до 26 януари 1980 – Георги Караславов (†); до 13 юни 1980 – Кирил Лазаров; до 19 октомври 1980 – Стоян Сюлемезов (†); до 9 януари 1981 – Лозан Стрелков (†); до 11 февруари 1981 – Иван Вачков;[57] от 19 декември 1977 – Андрей Луканов, Атанас Малеев, Белчо Белчев, Васил Ц. Василев, Георги Карауланов, Димитър Дачев, Иван Сакарев, Иван Шпатов, Кина Бояджиева, Любомир Павлов, Никифор Стоичков, Никола Стефанов, Петър Балевски, Никола Тодориев, Тодор Божинов, Христо Христов, Продан Стоянов, Ангел Запрянов, Гиргин Гиргинов;[58] от 21 юли 1978 – Йордан Йотов, Веселин Никифоров.[59]
- Кандидат-членове на ЦК на БКП (121): Август Кабакчиев, Александър Фол, Али Алиев, Ангел Бобоков, Ангел Карлов, Ангел Петров, Ангел Чаушев, Ани Спанчева, Асен Юлиянов, Бистра Аврамова, Борис Цветков, Боян Трайков, Валентин Караманчев, Васил Вачков, Васил Зикулов, Васил Янакиев, Величко Петров, Владимир Калайджиев, Владимир Медаров, Владимир Сандев, Върбан Джамбов, Георги Карамфилов, Георги Кардашев, Георги Петров, Георги Ценков, Георги Ямаков, Господин Корцанов, Груди Желев, Димитър Гогов, Димитър Й. Димитров, Димитър Добренов, Димитър Попов, Елмаз Татарова, Желязко Колев, Живко Попов, Здравка Кемилева, Иван Ангелов, Иван Бешев, Иван Будинов, Иван Виденов, Иван Врачев, Иван Гаврилов, Иван Пехливанов, Иван Попвасилев, Иван Тонев, Илия Георгиев, Илия Кашев, Кирил Кралев, Константин Атанасов, Костадин Байчински, Крум Василчев, Куню Стоев, Лиляна Зарчева, Любомир Бончев, Любомир Желязков, Любомир Кабакчиев, Любчо Благоев, Маргарита Кемалова, Марян Стойков, Минчо Панков, Нанка Серкеджиева, Нано Лалов, Ненко Лечев, Никифор Миролесков, Никола Василев, Никола Виденов, Никола Лалчев, Никола Манолов, Никола Матев, Николай Ненов, Павел Матев, Панайот Гиндев, Параскева Симова, Петър Колев, Петър Междуречки, Салиф Илязов, Салиха Адилова, Светозар Петрушков, Сибила Радева, Сийка Нейкова, Слав Караславов, Станко Димитров, Стефан Вуюков, Стефан Георгиев, Стефан Досев, Стойко Чавдаров, Стоян Савов, Страхил Христов, Съби Трифонов, Ташо Щерев, Тенчо Кънев, Тенчо Папазов, Тома Томов, Трендафил Мартински, Трифон Пашов, Христо Георгиев, Христо Даков, Христо Мишев, Христо Петков, Христо Радонов, Христофор Иванов, Чудомир Александров, Янчо Георгиев;[55] до 27 септември 1976 – Гани Ганев (†); до 19 декември 1977 – Андрей Луканов, Атанас Малеев, Белчо Белчев, Васил Ц. Василев, Георги Карауланов, Димитър Дачев, Иван Сакарев, Иван Шпатов, Кина Бояджиева, Любомир Павлов, Никифор Стоичков, Никола Стефанов, Петър Балевски;[58] до 6 април 1978 – Иванка Василева (?); до 21 юли 1978 – Веселин Никифоров;[59] до 29 юли 1980 – Делчо Симов (?).
- Секретари на ЦК на БКП (5): Георги Филипов, Александър Лилов, Огнян Дойнов, Борис Велчев;[54] до 21 юли 1978 – Иван Пръмов;[59] от 19 декември 1977 – Димитър Станишев, Георги Атанасов, Петър Дюлгеров;[58] от 21 юли 1978 – Тодор Божинов, Стоян Михайлов;[59] от 16 юли 1979 – Милко Балев, Мишо Мишев.[60]

### СледXII конгрес на БКП, 4 април 1981 г.
- Генерален секретар на ЦК на БКП: Тодор Живков.[61]
- Членове на ЦК на БКП (198): Александър Лилов, Александър Фол, Анастас Първанов, Ангел Балевски, Ангел Бобоков, Ангел Тодоров, Ангел Цветков, Андрей Луканов, Атанас Димитров, Атанас Малеев, Атанас Семерджиев, Атанас Стойков, Белчо Белчев, Благой Пенев, Богомил Райнов, Бойко Димитров, Бончо Митев, Борис Манов, Борис Тодоров, Борис Цветков, Боян Трайков, Васил Зикулов, Васил Хубчев, Васил Ц. Василев, Васил Ц. Иванов, Васил Янакиев, Величко Караджов, Величко Петров, Велко Палин, Венелин Коцев, Вера Начева, Веселин Йосифов, Веселин Никифоров, Владимир Бонев, Владимир Сандев, Владимир Топенчаров, Вълчо Найденов, Върбан Джамбов, Ганка Златинова, Ганчо Ганев, Ганчо Кръстев, Геню Карамански, Георги Атанасов, Георги Григоров, Георги Джагаров, Георги Димитров-Гошкин, Георги Йорданов, Георги Караманев, Георги Карауланов, Георги Кардашев, Георги Манев, Георги Начев, Георги Павлов, Георги Панков, Георги Петков, Георги Петров, Георги Стоилов, Георги Танев, Геро Грозев, Гиргин Гиргинов, Григор Стоичков, Григор Шопов, Георги Филипов, Давид Елазар, Демир Борачев, Димитър Братанов, Димитър Дачев, Димитър А. Димитров, Димитър Й. Димитров, Димитър Жулев, Димитър Косев, Димитър Методиев, Димитър Станишев, Димитър Стоянов, Добри Джуров, Дража Вълчева, Елена Лагадинова, Емил Христов, Живко Живков, Иван Груев, Иван Добрев, Иван Драгоев, Иван Масларов, Иван Панев, Иван Пехливанов, Иван Попвасилев, Иван Попов, Иван Пръмов, Иван Сакарев, Иван Станев, Иван Стоянов, Иван Шпатов, Илия Гунчев, Илия Кашев, Йордан Абрашев, Йордан Йотов, Йордан Катранджиев, Йордан Костов, Йордан Младенов, Кина Бояджиева, Кирил Зарев, Кирил Игнатов, Кирил Косев, Кирил Кралев, Константин Атанасов, Костадин Андреев, Костадин Джатев, Крум Василев, Кръстю Тричков, Лазар Причкапов, Лиляна Димитрова, Лъчезар Аврамов, Любомир Кабакчиев, Любомир Левчев, Любомир Павлов, Любчо Благоев, Мако Даков, Максим Паскалев, Марий Иванов, Мария Захариева, Милко Балев, Милчо Германов, Мирчо Стойков, Митко Григоров, Нано Лалов, Начо Папазов, Ненчо Станев, Никифор Стоичков, Нико Яхиел, Никола Калчев, Никола Манолов, Никола Стефанов, Никола Тодориев, Николай Дюлгеров, Николай Жишев, Николай Ирибаджаков, Нинко Стефанов, Огнян Дойнов, Пантелей Зарев, Пеко Таков, Пенка Астаджова, Пенко Герганов, Пенчо Кубадински, Петко Русев, Петър Балевски, Петър Брайков, Петър Георгиев, Петър Данаилов, Петър Дюлгеров, Петър Междуречки, Петър Младенов, Петър Петров, Продан Стоянов, Рада Тодорова, Раденко Григоров, Ради Кузманов, Рубен Аврамов, Сава Гановски, Сава Дълбоков, Светлин Русев, Сийка Нейкова, Слав Караславов, Славчо Трънски, Станиш Бонев, Станко Тодоров, Стефан Рангелов, Стоян Жулев, Стоян Марков, Стоян Михайлов, Стоян Стоименов, Тенчо Папазов, Тодор Божинов, Тодор Живков, Тодор Стойчев, Тончо Чакъров, Трифон Балкански, Трифон Пашов, Фахредин Халилов (Камен Калинов), Христо Добрев, Христо Орловски, Христо Русков, Христо Христов, Христофор Иванов, Чудомир Александров, Янчо Георгиев, Ярослав Радев;[62] до 21 юли 1981 – Людмила Живкова (†); до 9 декември 1981 – Роза Коритарова;[63] до 26 август 1981 – Стамен Стаменов (†); до 2 март 1982 – Мирчо Спасов;[64] до 16 май 1982 – Иван Михайлов (†); до 20 май 1982 – Димитър Попов (†); до 13 юли 1982 – Димо Дичев (†); до 15 юли 1982 – Карло Луканов (†); до 31 януари 1984 – Цола Драгойчева;[65] до 3 февруари 1984 – Мишо Мишев (†); до 15 март 1984 – Георги Станков (?); до 11 януари 1986 – Здравко Георгиев (†).
- Кандидат-членове на ЦК на БКП (139): Александър Петков, Али Алиев, Анастасий Дончев, Ангел Ангелов, Ангел Карлов, Ангел Чаушев, Ани Спанчева, Атанас Атанасов, Атанас Константинов, Бистра Аврамова, Борис Карамфилов, Боянка Страхилова, Валентин Караманчев, Васил Василев, Васил Занчев, Васил Коларов, Васил Недев, Васил Цървенков, Владимир Калайджиев, Владимир Ламбрев, Гено Тошков, Георги Вутев, Георги Евгениев, Георги Иванов, Димитър Василев, Димитър Г. Димитров, Димитър Д. Димитров, Димитър Кехайов, Димитър Минчев, Димитър Д. Попов, Димитър И. Попов, Елмаз Татарова, Желю Добрев, Желю Милушев, Желязко Колев, Живко Железов, Запрян Георгиев, Златка Павлова, Иван Ангелов, Иван Врачев, Иван Гаврилов, Иван Ганев, Иван Овчаров, Иван Ружев, Иван Тонев, Иван Христов, Иван Ченгелиев, Иванка Василева, Илия Георгиев, Илчо Димитров, Кирил Антонов, Константин Козмов, Константин Русинов, Костадин Лютов, Крум Василчев, Кръстю Станилов, Кунчо Кунев, Лазар Дончев, Лазар Минтов, Лалю Димитров, Лиляна Василева, Любен Георгиев, Любен Гоцев, Любомир Желязков, Любомир Миланов, Маргарита Кемалова, Марин Манолов, Миланка Грозданова, Минчо Йовчев, Минчо Панков, Минчо Табаков, Минчо Чунтов, Митко Митков, Митко Мутафчиев, Надежда Козлева, Найде Ферхадова, Нанка Серкеджиева, Настенка Тодорова, Никола Фотев, Никола Цонев, Николай Георгиев, Николай Косев, Николай Тодоров, Николай Цонев, Огнян Панов, Павел Матев, Павел Писарев, Панайот Гиндев, Панка Бабукова, Пантелей Пачов, Петко Петков, Петър Башикаров, Петър Колев, Петър Николов, Петър Пейков, Петър Свиленски, Пейо Бербенлиев, Радослав Тодоров, Росица Гочева, Румен Сербезов, Руси Карарусинов, Салиф Илязов, Салиха Адилова, Светозар Петрушков, Стамат Чучулигов, Стамен Стаменов, Станка Шопова, Станко Димитров, Станой Йонев, Станчо Митев, Стефан Ангелов, Стефан Вучков, Стефан Георгиев, Стефан Досев, Стефан Нинов, Стефан Стайнов, Стефан Тихчев, Стоил Фердов, Стоян Кошулев, Стоян Савов, Стоян А. Стоянов, Стоян П. Стоянов, Стоянка Кръстенова, Страхил Христов, Ташо Щерев, Тенчо Кънев, Трендафил Мартински, Христаки Кънев, Христо Бонин, Христо Мишев, Христо Петков, Христо Радонов, Цветан Николов, Цветана Манева, Цено Хинковски, Янко Ортакчийски;[62] до 2 март 1982 – Живко Попов;[64] до 15 март 1984 – Лазар Петров[66] (?).
- Секретари на ЦК на БКП (10): Огнян Дойнов, Димитър Станишев, Георги Атанасов, Стоян Михайлов, Милко Балев, Васил Ц. Василев;[61] до 2 март 1982 – Георги Филипов; до 28 септември 1983 – Александър Лилов;[67] до 31 януари 1984 – Чудомир Александров[65] (от 24 януари 1986 (2-ри мандат));[68] до 3 февруари 1984 – Мишо Мишев (†); от 2 март 1982 – Кирил Зарев;[64] от 31 януари 1984 – Емил Христов.[65]

### СледXIII конгрес на БКП, 5 април 1986 г.
- Генерален секретар на ЦК на БКП: Тодор Живков;[69] от 10 ноември 1989 – Петър Младенов.[70]
- Членове на ЦК на БКП (196): Александър Петков, Александър Фол, Александър Янков, Анастасий Дончев, Ангел Балевски, Ангел Бобоков, Ангел Цветков, Андрей Луканов, Атанас Димитров, Атанас Константинов, Атанас Малеев, Атанас Семерджиев, Белчо Белчев, Благой Пенев, Богомил Райнов, Бойко Димитров, Бончо Митев, Борис Карамфилов, Борис Тодоров, Борис Цветков, Боян Трайков, Васил Василев, Васил Зикулов, Васил Коларов, Васил Ц. Василев, Васил Ц. Иванов, Васил Янакиев, Величко Петров, Велко Палин, Венелин Коцев, Вера Начева, Веселин Андреев, Веселин Йосифов, Веселин Никифоров, Владимир Бонев, Владимир Живков, Владимир Калайджиев, Владимир Топенчаров, Ганчо Ганев, Георги Атанасов, Георги Георгиев, Георги Григоров, Георги Джагаров, Георги Димитров-Гошкин, Георги Йорданов, Георги Караманев, Георги Карауланов, Георги Кардашев, Георги Манев, Георги Начев, Георги Панков, Георги Петков, Георги Стоилов, Георги Танев, Гиргин Гиргинов, Григор Стоичков, Григор Шопов, Георги Филипов, Давид Елазар, Демир Борачев, Димитър Братанов, Димитър Дачев, Димитър Й. Димитров, Димитър Жулев, Димитър Косев, Димитър Методиев, Димитър И. Попов, Димитър Станишев, Димитър Стоянов, Добри Джуров, Дража Вълчева, Елена Лагадинова, Емил Христов, Живко Живков, Иван Ганев, Иван Груев, Иван Добрев, Иван Драгоев, Иван Илиев, Иван Масларов, Иван Панев, Иван Пехливанов, Иван Попвасилев, Иван Попов, Иван Пръмов, Иван Станев, Иван Стоянов, Иван Тенев, Иван Шпатов, Илия Гунчев, Илчо Димитров, Йордан Абрашев, Йордан Йотов, Йордан Костов, Камен Калинов (Фахредин Халилов), Кирил Зарев, Кирил Игнатов, Кирил Кралев, Константин Атанасов, Костадин Андреев, Костадин Джатев, Крум Василев, Кръстю Станилов, Кръстю Тричков, Лазар Причкапов, Лиляна Василева, Лиляна Димитрова, Лъчезар Аврамов, Любен Гоцев, Любомир Кабакчиев, Любомир Левчев, Любомир Павлов, Любчо Благоев, Мако Даков, Максим Паскалев, Марий Иванов, Мария Захариева, Милко Балев, Минчо Йовчев, Минчо Чунтов, Мирчо Стойков, Митко Митков, Нано Лалов, Начо Папазов, Ненчо Станев, Никифор Стоичков, Нико Яхиел, Никола Калчев, Никола Манолов, Никола Стефанов, Никола Тодориев, Никола Цонев, Николай Дюлгеров, Николай Жишев, Николай Ирибаджаков, Нинко Стефанов, Огнян Дойнов, Орлин Орлинов, Пантелей Зарев, Пантелей Пачов, Пеко Таков, Пенка Астаджова, Пенко Герганов, Пенчо Кубадински, Петър Балевски, Петър Георгиев, Петър Данаилов, Петър Дюлгеров, Петър Междуречки, Петър Младенов, Петър Петров, Продан Стоянов, Рада Тодорова, Ради Кузманов, Сава Гановски, Сава Дълбоков, Светлана Дилова (Салиха Адилова), Сийка Нейкова, Слав Караславов, Славчо Трънски, Станиш Бонев, Станка Шопова, Станко Тодоров, Стефан Нинов, Стефан Рангелов, Стоян Жулев, Стоян Караджов, Стоян Кошулев, Стоян Марков, Стоян Стоименов, Стоян П. Стоянов, Тенчо Папазов, Тодор Божинов, Тодор Живков, Тончо Чакъров, Трифон Балкански, Трифон Пашов, Христо Бонин, Христо Добрев, Христо Малеев, Христо Орловски, Христо Русков, Христо Христов, Цола Драгойчева, Янчо Георгиев, Ярослав Радев;[71] до 26 септември 1986 – Илия Кашев (†); до 6 септември 1987 – Митко Григоров (†); до 27 март 1988 – Рубен Аврамов (†); до 19 юли 1988 – Светлин Русев;[72] до 11 октомври 1988 – Атанас Стойков (†); до 13 декември 1988 – Стоян Михайлов, Чудомир Александров;[73] до 4 май 1989 – Димитър Василев (?), Йордан Катранджиев (†); до 1 ноември 1989 – Георги Павлов (†); от 24 януари 1988 – Стоян Овчаров;[74] от 13 декември 1988 – Андрей Бунджулов, Боринка Цветкова, Евтим Кръстев, Кирил Златков, Иванка Василева, Павел Матев, Петър Кисьов, Петър Пейков, Ради Семов, Стоянка Кръстенова, Васил Мръчков, Георги Милушев, Евгени Апостолов.[73]
- Кандидат-членове на ЦК на БКП (145): Александър Колев (Салиф Илязов), Александър Райчев, Ангел Карлов, Андон Трайков, Ани Спанчева, Антон Мусаков, Атанас Атанасов, Атанас Попов, Бистра Аврамова, Блага Татарова, Борис Анастасов, Боянка Страхилова, Валентин Караманчев, Васил Занчев, Васил Недев, Васил Цървенков, Величко Величков, Вичка Стамова, Владимир Ламбрев, Ганчо Неделчев, Гено Тошков, Генчо Попов, Георги Бахаров, Георги Ванев, Георги Иванов, Георги Илиев, Георги Костов, Георги Пирински, Георги Стоянов, Горан Нинов, Господин Йорданов, Грозю Грозев, Делчо Пенев, Деляна Чавдарова, Дико Фучеджиев, Димитър Д. Димитров, Димитър Найденов, Димитър Ненчев, Димитър Д. Попов, Димо Узунов, Дичка Славова, Добри Добрев, Емил Петков, Желю Добрев, Желязко Колев, Запрян Георгиев, Златка Павлова, Иван Ангелов, Иван Андонов, Иван Винков, Иван Врачев, Иван Димитров, Иван Иванов, Иван Кануров, Иван Овчаров, Иван Ружев, Иван Стефанов, Иван Тонев, Иван Христов, Иван Ченгелиев, Иванка Гинева, Илия Георгиев, Йордан Костадинов, Йордан Цанев, Кирил Петков, Константин Русинов, Костадин Лютов, Красимир Вълков, Кунчо Кунев, Лазар Дончев, Лалю Димитров, Любен Георгиев, Любчо Тошков, Марин Маринов, Минчо Панков, Минчо Семов, Надежда Козлева, Надя Аспарухова, Нанка Серкеджиева, Ненко Горанов, Никола Ненов, Никола Тончев, Никола Фотев, Николай Косев, Николай Тодоров, Николай Цонев, Огнян Панов, Панайот Панайотов, Панка Бабукова, Пеньо Астарджиев, Петко Данев, Петко Данчев, Петър Башикаров, Петър Максимов, Петър Николов, Петър Обретенов, Радню Минчев, Радослав Тодоров, Румен Сербезов, Руси Карарусинов, Руси Русев, Светозар Петрушков, Стамен Стаменов, Станчо Митев, Стефан Ангелов, Стефан Вучков, Стефан Досев, Стефан Славчев, Стефан Стайнов, Стоил Фердов, Стоян Събев, Страхил Христов, Теменужка Теофилова, Тенчо Кънев, Тодор Кюркчиев, Трендафил Мартински, Филип Ишпеков, Филю Чакъров, Христаки Кънев, Христо Нейков, Христо Петков, Христо Радонов, Цветан Николов, Цветана Манева, Цено Хинковски, Цоцо Цоцов, Юрий Данаилов, Янко Ортакчийски;[71] до 13 декември 1988 – Андрей Бунджулов, Боринка Цветкова, Велин Харизанов, Евтим Кръстев, Кирил Златков, Иванка Василева, Павел Матев, Петър Кисьов, Петър Пейков, Ради Семов, Радослав Радев, Стоянка Кръстенова;[73] до 22 юли 1989 – Христо Мишев (†); от 13 декември 1988 – Александър Стрезов, Георги Варнов, Иван Кьосев, Любомир Шопов, Людмил Стайков, Петър Анастасов, Стефан Стайков, Тома Върбанов, Игнат Раденков, Венец Димитров, Пламен Вачков.[73]
- Секретари на ЦК на БКП (9): Йордан Йотов, Димитър Станишев, Емил Христов, Васил Цанов;[69] до 19 юли 1988 – Стоян Михайлов, Чудомир Александров;[72] до 10 ноември 1989 – Милко Балев, Кирил Зарев, Гриша Филипов;[70] от 13 декември 1988 – Димитър Стоянов;[73] от 16 ноември 1989 – Андрей Луканов, Начо Папазов, Продан Стоянов.[75]

### След XIV конгрес на БКП (извънреден), 30 януари-2 февруари 1990 г.
Четиринадесетия конгрес на БКП е извънреден и на него присъстват 2804 делегати. Сред основните въпроси, които се обсъждат и приемат е нов устав на БКП, избиране на ново ръководство, както и приемане на Манифест за демократичен социализъм в България. На конгреса е избран Висш партиен съвет в състав от 153 души, който замества дотогавашния Централен комитет на БКП.
- Председател: Александър Лилов
- Зам.-председатели: Александър Стрезов и Георги Пирински
- Секретар на Председателството: Румен Сербезов
- Членове на Висшия партиен съвет: Александър Лилов, Александър Мирчев, Александър Томов, Александър Янков, Амира Димитров Митков, Андон Станков Андонов, Андрей Луканов, Андрей Кирилов Андреев, Антон Маринов Григоров, Асен Вениаминов Жабленски, Асен Стефанов Ганев, Атанас Семерджиев, Атанас Димитров Калудов, Атанас Иванов Ашминов, Белчо Белчев, Бенислав Ванев, Бойко Димитров, Борис Тодоров, Валентин Старчев, Валентина Стойнева Стойкова, Валери Цеков, Валери Петров, Васил Арсов Поптодоров, Васил Мръчков, Васил Илиев Узунов, Васил Недев, Васил Цветков Вълов, Венцислав Крумов Велков, Веселин Атанасов Димчев, Веселин Василев Павлов, Виолета Андреева Кузманова, Владимир Георгиев Живков, Владко Велчев Михалков, Галина Пеева Петрова, Георги Андреев Харизанов, Георги Асенов Пилашев, Георги Григоров, Георги Пирински, Георги Илиев Хайтов, Георги Стефанов Бозуков, Георги Тамбуев, Георги Стойнев Харизанов, Георги Янков Григоров, Господин Йорданов, Димитър Йовчев Кръстанов, Димитър Маринов Йорданов, Димитър Йончев, Димитър Христов Гиргинов, Димо Добрев Узунов, Добри Джуров, Добри Стефанов Гандев, Добри Тонев Рангелов, Добрин Спасов, Дончо Асенов Андонов, Енчо Иванов Станков, Жан Виденов, Желю Колев Желев, Иван Георгиев Иванов, Иван Георгиев Килитанов, Иван Ченгелиев, Иван Димов Зънзов, Иван Драгневски, Иван Минчев Иванов, Иван Митев Димитров, Иван Николов Георгиев, Иван Станев, Илиян Живков Илиев, Йордан Бойчев Атанасов, Йордан Георгиев Драганов, Йордан Радичков, Йордан Мутафчиев, Катенка Петрова Алексиева, Катя Петрова Райкова, Кирил Аспарухов Николов, Кирил Василев, Кирил Стойков Ганчев, Кольо Георгиев Колев, Копринка Георгиева Червенкова, Красимир Премянов, Крум Радонов, Кръстьо Трендафилов, Лазар Дончев, Лъчезар Тенев Шиков, Любен Динов, Любен Гоцев, Любомир Кръстев Драганов, Любомир Недков Кючуков, Людмил Стайков, Максим Паскалев, Марин Пенев Маринов, Марко Йовчев Марков, Марко Петров Петров, Милчо Георгиев Милчев, Минчо Йовчев, Митрю Недев Янков, Младен Илиев Киселов, Младен Трайков Андонов, Надя Аспарухова, Недялко Марков Тонев, Ненко Темелков, Ненко Горанов, Никала Златев Желязков, Николай Генов Манев, Николай Ирибаджаков, Николина Младенова Иванова, Нора Ананиева, Олег Маринов Опрев, Панайот Костов Панайотов, Пантелей Пачов, Пейчо Димов Пейчев, Петко Любенов Милевски, Петър Владимиров Димитров, Петър Обретенов, Петър Младенов, Петър-Емил Митев, Петя Стефанова Йорданова, Пламен Великов Парушев, Радослав Гайдарски, Румен Младенов Георгиев, Румен Сербезов, Румян Павлов Цонев, Румяна Иванова Куртева, Руси Илчев Данев, Светлин Русев, Северина Величкова Методиева, Станко Тодоров, Стефан Ангелов Димов, Стефан Стайков, Стефан Нинов, Стойчо Ганчев Маринов, Стоян Костадинов Куцаров, Стоянка Кръстенова, Тодор Димитров Сирлежков, Тодор Пандов, Тодор Костадинов Карамитев, Тодор Найденов Димитров, Тодор Николов Люцканов, Тончо Жечев, Филип Боков, Христо Добрев, Христо Ганев, Цветан Недков Недов, Цветана Манева, Цвятко Анев, Чавдар Кюранов, Чудомир Александров, Юлиян Евтимов Тимов, Юри Димитров Стоименов, Явор Димитров Зартов, Янко Димитров Янков.[77]